# Artana
Artana é um município da Espanha na província de Castelló, Comunidade Valenciana. Tem 36,3 km² de área e em 2021 tinha 1 970 habitantes (densidade: 54,3 hab./km²).

## Demografia
| Variação demográfica do município entre 1991 e 2004 | Variação demográfica do município entre 1991 e 2004 | Variação demográfica do município entre 1991 e 2004 | Variação demográfica do município entre 1991 e 2004 |
| --------------------------------------------------- | --------------------------------------------------- | --------------------------------------------------- | --------------------------------------------------- |
| 1991                                                | 1996                                                | 2001                                                | 2004                                                |
| 1905                                                | 1909                                                | 1870                                                | 1851                                                |